# Antigua catedral de Santa María de Segovia

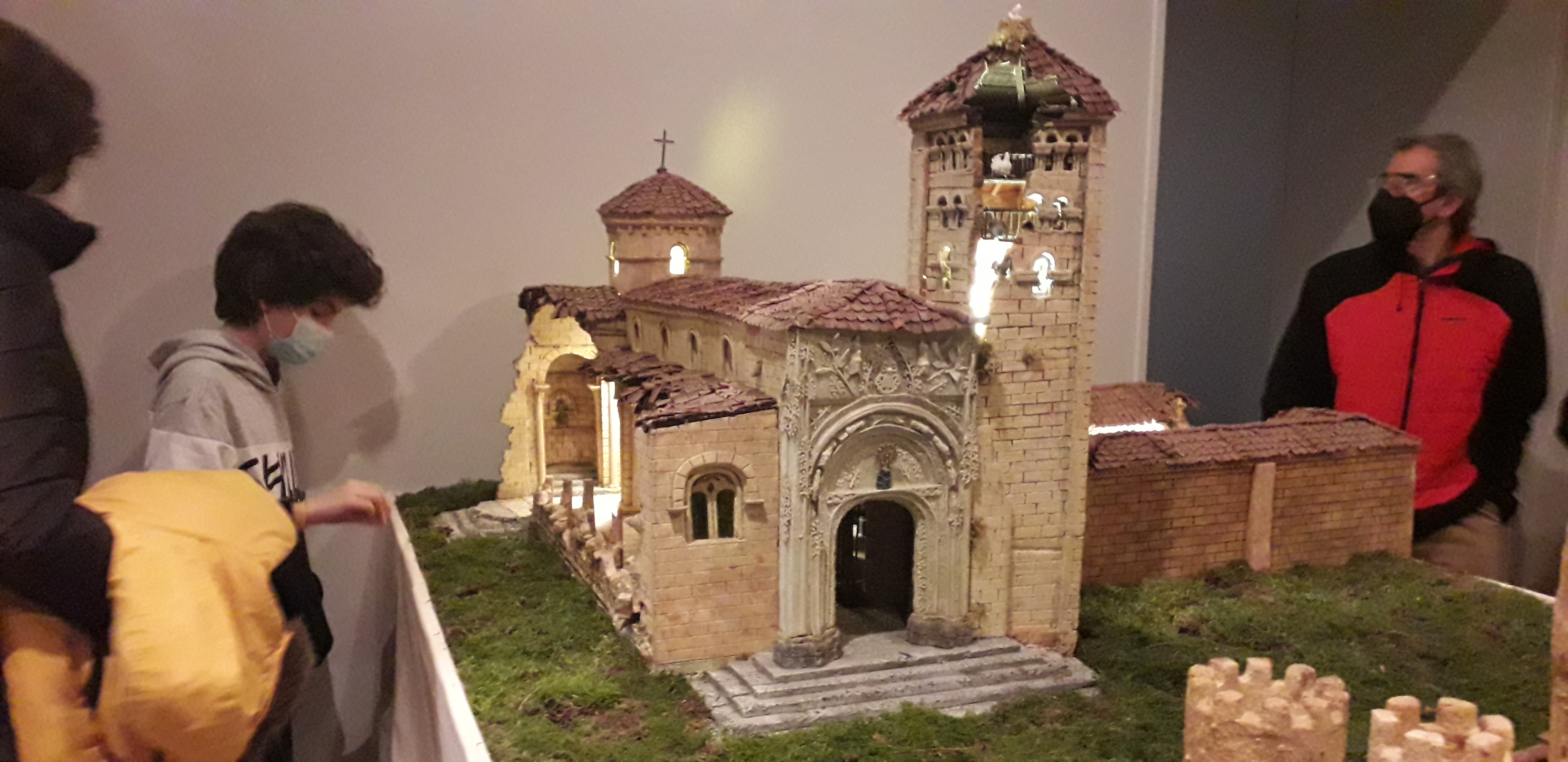
Foto lateral de la maqueta de la catedral antigua expuesta en el Torreón de Lozoya

La antigua catedral de Santa María de Segovia fue un edificio ubicado en la ciudad de Segovia, hoy en la Comunidad Autónoma de Castilla y León (España), iniciada en el siglo XII y destruida en 1520 durante la Guerra de las Comunidades de Castilla. El espacio que ocupaba el edificio es en la actualidad la Plaza de la Reina Victoria Eugenia, donde se ubica el Alcázar de Segovia.
En 1088, Alfonso VI de León repobló Segovia, entonces formada por siete aldeas, dándole un régimen jurídico y amurallando la parte más alta. Una vez constituida la ciudad, necesitaba un obispado y una catedral. En 1115 entra al frente del Obispado de Segovia don Pedro de Agén y cinco años más tarde el concejo dona al cabildo de la ciudad, la ladera de la colina que se extendía desde la iglesia de San Andrés hasta el Alcázar. Sobre este terreno se construyó la catedral, el claustro y un nuevo barrio, La Claustra o Canonjía, aislado del resto de la ciudad por tres puertas que se cerraban de noche.
Entre el barrio y la fortaleza se extendía una explanada, donde se construyó la catedral de Santa María, con su claustro, un hospital y el palacio del obispo, formando junto al Alcázar un núcleo compacto, ya que el puente levadizo de la fortaleza se situaba a pocos metros de la puerta de la catedral.
La primera noticia data de 1117, cuando Domingo Petit deja sobre ella una manda en su testamento, debiendo estar el templo por entonces en plena construcción. En 1136, Alfonso VII dona a la catedral toda la sernam del río Eresma, y en 1144 el lugar de Freguezedo; por entonces el templo debía encontrarse casi terminado.
De estilo románico, fue consagrada el 16 de julio de 1228 por don Juan, obispo de Sabinia, y en 1257 Raimundo de Losana la vuelve a consagrar, seguramente por las grandes obras llevadas a cabo hacia 1247.

## Descripción

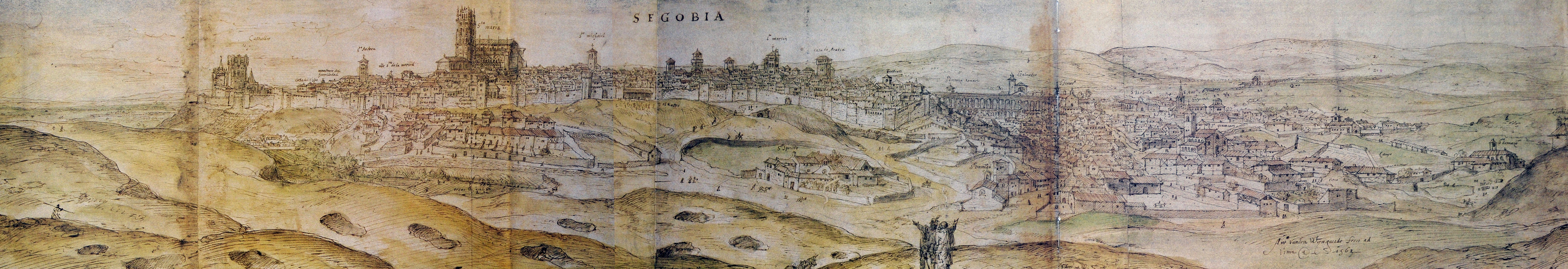
Vista general de la ciudad de Segovia en 1562, con la nueva catedral en primer plano durante su construcción, muy cerca del Alcázar, y de una visión un poco idealizada, por Anton van der Wyngaerde. Se observa también la división en pequeños núcleos de la ciudad que con el tiempo se unieron dando lugar a la Segovia actual, así como sus diversos recintos amurallados

Sobre su aspecto existen pocos testimonios, aunque las descripciones de los canónigos Pantigoso y Juan Rodríguez dejan averiguar sus trazas principales:

Era un edificio de cortas dimensiones, de tres naves, crucero y cabecera con tres ábsides: el central dedicado a Santa María, el del lado de la epístola a Santiago, y después a San Frutos, y el del evangelio a los santos Juanes. Había también una cripta consagrada a San Salvador y un recio campanario a los pies de la nave de la epístola que competía con la torre del Alcázar, que recrecida por Juan II lleva su nombre. Al lado sur estaba el claustro y, ya al borde del foso, el palacio episcopal. El hecho de que no fuera incendiada durante el asalto comunero, así como algunos documentos del siglo XV referidos al crucero y el dibujo de Wyngaerde, parecen confirmar la hipótesis de que estuvo completamente abovedada. En esto y en la presencia de la cripta, documentada en 1241, difiere la tipología del románico segoviano que emplea las armaduras y carece de aquella.

Su tamaño, el fuerte campanario y, sobre todo, su situación frente al castillo, traen a la memoria la catedral de Zamora, si bien con la diferencia del reducido solar sobre el que se asentaban la catedral y el Alcázar en Segovia, frente a la holgura de la que disfrutan el castillo y catedral zamoranos, que permiten la existencia de un espacio entre ellos por razones estratégicas.

Enrique IV fue el monarca castellano más vinculado a la ciudad, y pronto se dio cuenta del peligro que suponía que el poder civil y religioso tuvieran una vecindad tan inmediata, y ofreció 16 millones de maravedís por trasladar la catedral a la plaza de San Miguel, argumentando que además, de esta forma, la catedral sería más suntuosa y estaría en mejor lugar. A pesar de que los canónigos le daban la razón y decían apoyar la iniciativa tomada por el rey, el cabildo de la ciudad se lo denegó, a lo que el rey manifestó: «Uno a uno os encomiendo a Dios, juntos os doy al diablo».
Una vez que sus intentos de trasladar la catedral fracasaron, procuró embellecerla, poniéndola a la altura y esplendor de su Corte; dotó la capilla de San Frutos con cuatro capellanías, mandó pintar la capilla mayor; blanquear, enlucir y enlosar toda la iglesia, así como también pagó el órgano y entregó diversas joyas.
El cabildo catedralicio encargó la reja que cerraba la capilla mayor al maestro Francisco de Salamanca, quien la ejecutó en 1515. La reja fue trasladada a la nueva catedral, cerrando en la actualidad la capilla de la Piedad.

## Claustro de Juan Guas

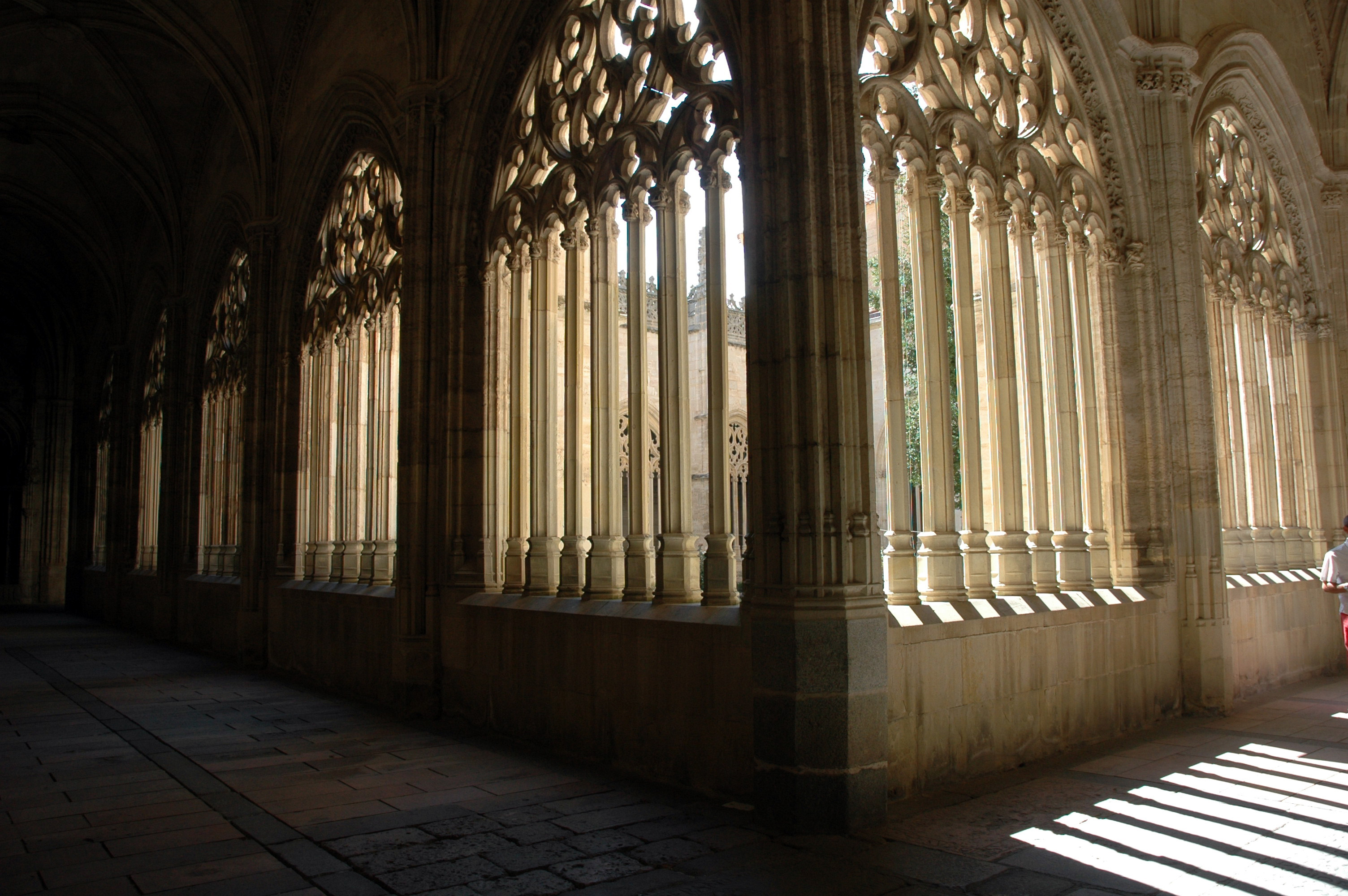
Claustro de la antigua catedral, que fue desmontado en 1524 y trasladado a la nueva catedral

En 1436 el obispo Juan Vázquez de Cepeda hizo un llamamiento a los eclesiásticos para reedificar el claustro de la catedral románica:

(...) por la grande antigüedad della (La Claustra) y por ser fecha de mampostería e non aver desvano en ella para que se pueda probeer en tiempo de las aguas, está hundida e mobida por muchas partes y está para ser venir al suelo.

A pesar de que la situación en la que se encontraba era lamentable, y que el obispo estableció ciertos impuestos para su reedificación, sus intentos no alcanzaron éxito alguno, y tuvo que esperar hundido y sin tejado hasta la llegada del obispo Juan Arias Dávila para llevarse a cabo las obras.
En 1465 el nuevo obispo solicitó licencia al cabildo para construir el nuevo claustro, y se llamó a Juan Guas para que dirigiese las obras del mismo, y que, una vez finalizadas, llevaría a cabo las obras del nuevo palacio episcopal y otras construcciones segovianas, como la cabecera del monasterio de Santa María del Parral, la bóveda de la iglesia de San Miguel, la reedificación del convento de Santa Cruz la Real o las del monasterio de Santa María de El Paular.
Las obras del claustro comenzaron en 1472 y fueron pagadas por el mismo obispo. Se edificó aprovechando parte del solar del antiguo palacio episcopal, en aquellos momentos derruido, añadiendo a su lado el nuevo palacio. Es un hermoso ejemplo de arquitectura gótica, de planta cuadrada y cinco tramos de galería cubiertos con bóvedas de crucería simple, y la portada del mismo fue sufragada por Isabel la Católica.
Cuando fue derruida la catedral y se comenzó el proyecto de la actual, impulsada por Carlos I, Juan Campero se comprometió en 1524 a desmontar y trasladar el claustro a la nueva catedral, obra que finalizó en 1529.

## Destrucción del templo
El 29 de mayo de 1520, tras la reunión de los procuradores del común de la ciudad en la iglesia del Corpus Christi, se inició el movimiento comunero en Segovia, que se extendió rápidamente por toda la ciudad, y su violencia culminó con la muerte en la horca del regidor Rodrigo de Tordesillas, que había votado a favor del rey. Tras el envío de Rodrigo Ronquillo a tomar la ciudad por parte del cardenal Adriano, los partidarios del emperador se fortificaron en el Alcázar y en la catedral. Los canónigos ante tal situación, celebraron su último capítulo en la catedral el 20 de julio y se trasladaron a la iglesia de San Andrés, pero para mayor seguridad a los pocos días acordaron alejarse más de la contienda, y se dirigieron al convento de Santa Clara.
Los comuneros cercaron la catedral, que por su emplazamiento les impedía el paso a la fortaleza, por lo que intentaron picar y romper la capilla mayor, y así tomar la iglesia y torre, desde la cual combatirían las fuerzas reales que se hacían fuertes en el Alcázar. Ante esto, el cabildo de la ciudad salió en defensa de su iglesia y les amonestó por «cuán injusto era derribar un templo y tan suntuoso, y más para hacer la guerra a quien sirviendo a su rey, defendía su Alcázar». Los comuneros respondieron al cabildo que «la iglesia era de la ciudad», y el cabildo trasladó el Santísimo Sacramento al convento de Santa Clara. Asimismo el 10 de octubre enviaron a un canónigo para que expusiese en el ayuntamiento de la ciudad la destrucción de la catedral, pidiendo al ayuntamiento que mediase, y permitiese sacar todos los objetos de valor y las escrituras:

(...) mynan e contamynan en tal manera la yglesia que se espera dar con ella en tierra, de lo qual Dios Nuestro Señor es destruydo e su sacro templo profanado e la cibdad de ello nyngund provecho recibe antes mucho daño, e los dichos Deán e Cabildo mis partes e su yglesia son danyficados en quantía de más de cien myll ducados, porque allende del hedifiçio [hay] retablos, rexas, campanas, órganos, syllas del coro, e joyas de oro e plata e de seda, valen los dichos cien myll dicados, e más mayormente que ay escrituras que si se perdiesen el daño sería yreparable...

El Concejo accedió, pero dejó muy claro que lo fundamental era que los realistas ganasen la guerra, aunque ello supusiese la destrucción de la catedral. Los comuneros consiguieron romper la capilla mayor, abriendo un portillo entre ésta y la de San Frutos, y encontraron a las fuerzas realistas trasladando las reliquias de San Frutos y sus hermanos a la capilla del Alcázar. Se libró la lucha en las naves del templo, y las fuerzas realistas, para evitar que el destrozo fuera irreparable, se replegaron en el Alcázar, abandonando la torre y catedral, que fue sitiada por los Comuneros, quienes atacaron durante seis meses desde su nueva posición, hasta la triste derrota comunera en Villalar, con la que se puso fin al cerco del Alcázar. El canónigo Pantigoso redactó entonces un informe sobre el estado del templo:

(...) aportillada por muchas partes, destechada y desolada, disipada y destruyda. Y los altares derrocados y profanados, los crucifixos e ymagenes de Nuestra Señora y de otros santos descaveçados, braços y piernas hechos pedaços. Los órganos grandes y los otros dos pares que estavan sobre el coro, quebrados y agujereados de escopetadas y otros tiros. Las sillas del coro trastornadas y evertidas de sus lugares, y muchas dellas quemadas, y otras quebradas puestas por defensas y albarradas. Y hecho dentro y alrededor cavas, fosados, minas y contraminas, y por quitar las losas y laudes de la yglesia para hazer varreras y defensas, los huesos de los finados sacados y desenterrados, y hechas otras cosas semejantes. Las rejas de las capillas de la yglesia quytadas y puestas en las puertas y postigos cabe el Alcáçar para más los fortificar, quemada la casa del ospital y la del ospitalero, que estavan junto a la yglesia, donde se albergavan y acogían los pobres y hijos de Dios. Quemado y destruydo el refectorio... derrocada toda la librería o lo que della estava hecho de nuevo en sillería y cantería...
M.ª Teresa Cortón de las Heras, La Construcción..., pág. 42.

Concluían así cuatrocientos años de historia para la segunda catedral que tuvo la ciudad. A pesar del informe de ruina, el deán y el Cabildo tomaron una vez terminada la contienda la catedral, que en 1553 todavía quedaba en pie gran parte de las capillas, así como en 1562 buena parte del edificio no se había hundido, como lo demuestra el dibujo de Anton van der Wyngaerde.
Aun así, el emperador Carlos V había ordenado en 1523 que se volviese a construir una nueva catedral, advirtiendo que «no se tornare a reedificar la dicha yglesia, sino que se buscase otro sitio y se edificase de nuevo en otra parte», como así se hizo, y ese año se compran solares en Barrionuevo, y se encarga a Juan Gil de Hontañón el proyecto y trazas de la nueva catedral.